# Carrer Nou de la Rambla
El carrer Nou de la Rambla és una via de Barcelona que va des de la Rambla fins a la muntanya de Montjuïc, travessant els barris del Raval i el Poble Sec.

## Història
Francisco González de Bassecourt, comte de l'Asalto, capità general de Catalunya entre els anys 1778 i 1789, proposà l'obertura d'un carrer rectilini des de la Rambla fins a la muralla de Ponent amb una amplada de 48 pams, prou capaç per a permetre la circulació de cotxes en doble sentit. Les obres d'urbanització (empedrat i clavegueram) es duguren a terme entre 1786 i 1788, dirigides pel sotstinent Carles Cabrer segons el projecte del capità Clement de Ahedo y Espina.
Tal com havia previst el capità general, aquesta operació esperonà diversos terratinents del Raval (en general nobles o menestrals enriquits) per obrir nous carrers, com els de Jaume Guàrdia (1790), del Marquès de Barberà, Sant Ramon i Sant Oleguer (1791) o Lancaster (1797). Aquests promotors, que havien de presentar el seu projecte a l'Ajuntament perquè l'aprovés, costejaven la urbanització del carrer i obtenien el seu benefici amb la parcel·lació i la venda o establiment emfitèutic de solars per a edificar.
En un primer moment es va anomenar Conde del Asalto i no va ser fins a la  República, que va canviar de nom. El 1939, acabada la Guerra Civil, va tornar a dir-se Conde del Asalto, nom que va mantenir fins al 1979, quan definitivament el van rebatejar com a carrer Nou de la Rambla.

### Prolongació
El 1880, l'arquitecte Narcís Arau va impulsar el projecte d'urbanització de les Hortes de Sant Bertran, basat en la prolongació del carrer Nou més enllà del Paral·lel, i l'obertura del carrer de Vila i Vilà com a eixos principals del barri, al voltant dels quals es construirien illes regulars de dimensions variables i carrers estrets sense espais lliures.

### El Metro del carrer Nou
El 29 d'abril del 1930, l'Ajuntament de Barcelona va atorgar la concessió d'un ferrocarril subterrani entre la Rambla i el Paral·lel, on es trobava l'estació inferior del Funicular de Montjuïc a l'empresa explotadora, i el 1931 es va decidir executar un pou d'atac o cambra soterrània al carrer de l'Est per muntar la tuneladora amb què s'havia de perforar el túnel sota el carrer Nou de la Rambla. Aquesta cambra o pou d’atac, el qual es troba totalment conservat, té unes dimensions de 3,50 m x 2,50 m de secció rectangular, i una profunditat de 12,50 m, i es troba totalment revestit amb encofrats de formigó amb espessors de fins a 0,80 m. Durant els treballs, l'aigua freàtica va provocar nombrosos problemes, malgrat l'estanqueïtat de la cambra, que a dia d'avui se'n troba plena fins a uns 3 m d'alçada.
Ateses les constants denúncies i malestar dels veïns i comerciants, el setembre de 1933 es va cobrir el pou d'atac després d'haver construir uns 5 metres del túnel. L'any 1934 es va revocar el permís d'obres per diversos motius: vagues de treballadors, contratemps econòmics, problemes financers i dificultats tècniques imprevistes durant la seva execució. El 1939, un cop finalitzada la Guerra Civil espanyola, la concessionària va voler reprendre les obres, però van ser novament denegades per motius financers. El març del 2019, arran de les obres d'instal·lació d’una xarxa de recollida pneumàtica d'escombraries al Raval Sud, aquestes estructures foren descobertes per una intervenció arqueològica.

## Edificis i monuments d'interès
- Palau Güell al núms. 5-7
- Casa Rabassa i Villavecchia al núm. 22
- Casa-fàbrica Ribes-Xifré al núm. 42
- Font de pedra al núm. 45 (1826)